# ジョージ・グローヴ

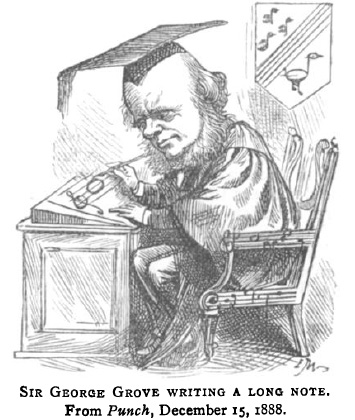
王立音楽大学で辞書を作成するジョージ・グローヴのカリカチュア、『パンチ』誌より。

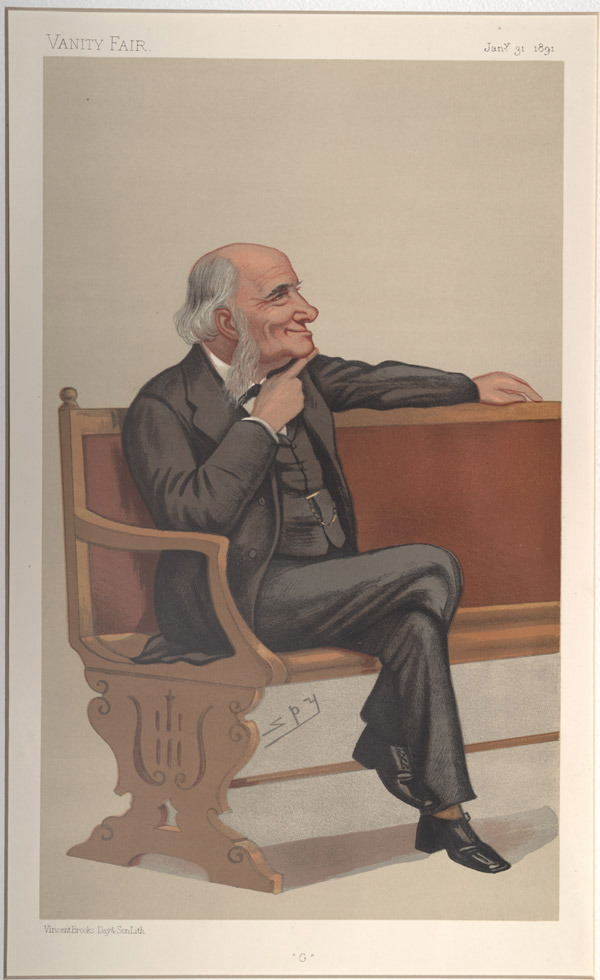
『ヴァニティ・フェア』誌掲載のレスリー・ウォード（スパイ）作のカリカチュア、1891-01-31。

サー・ジョージ・グローヴ（Sir George Grove, 1820年8月13日 - 1900年5月28日）は、イギリスの音楽学者、音楽評論家。「グローヴ音楽事典」初版を編纂した。グローヴ音楽事典は現在も「ニューグローヴ世界音楽大事典」として改訂版、増補版が出版されている。ロンドン生まれ。

## 人生
グローブは土木技術者として訓練を受け、その職業ですでに成功していたが、いつしかアマチュアとして音楽への世界にも入り込んでいた。クリスタルパレスでの定期的なオーケストラコンサートの責任者を務めていたとき、彼は一連のプログラムをノートに書きこんでいたことで知識を増やし、「グローヴ音楽事典」編纂につながったという。 また、19世紀の当時イギリスでは忘れ去られていたフランツ・シューベルトの音楽にも興味を持ち、友人のアーサー・サリヴァンと紛失したシューベルトの楽譜原稿を求めてウィーンへ辿り着いた。サリヴァンとの研究は、1867年にシューベルトの『キプロスの女王ロザムンデ』、いくつかの交響曲、その他様々なジャンルの失われた楽譜の発見につながり、シューベルトの作品全体の復活につながった。
グローブは、1883年から1894年に引退するまで、王立音楽大学の初代校長を務めた。そしてヒューバート・パリーやチャールズ・ヴィリアーズ・スタンフォードなどのイギリス中から集められた一流の音楽家を大学の教員として採用し、ロンドンの音楽院と協力的な関係を保っていた。
音楽活動に加えて、グローブは聖書についても深い知識を持っていた。彼は、1854年にオリジナルの文書、1863年にはウィリアム・スミスの約1000ページに及ぶ聖書辞典『Smith's Bible Dictionary』を完成させるなど、聖書に関する英語文献の作成についても貢献した。また彼はパレスチナ探査基金（en:Palestine Exploration Fund）の共同創設者の1人でもある。

## 略歴
- 1839年　技術学校を卒業。グラスゴー、ジャマイカ、バミューダ諸島で機械技師として働く
- 1846年　イギリスに戻る
- 1850年　芸術協会書記となる
- 1852年　前年の万博で作られたクリスタルパレスの書記となる
- 1856年　クリスタルパレスで開かれる演奏会の解説を書くようになる（1896年まで）
- 1867年　アーサー・サリヴァンと共にシューベルトの未発見楽譜の調査のためウィーンへ赴き、「キプロスの女王ロザムンデ」のスコアを発見
- 1868年　"Macmillan's Magazine"の編集者となり、15年間この雑誌に携わる
- 1883年　ヴィクトリア女王よりナイトに叙せられる
- 1882年　王立音楽大学の創設に伴い校長となる（1894年まで）
- 1879年　「音楽辞典」刊行開始、当初2巻の予定
- 1889年　「音楽辞典」全4巻で完結

## 邦訳
- 『ベートヴエンと彼の交響曲』ヂヨーヂ・グローヴ 遠藤宏訳 岩波書店 音楽叢書 1925
- 『フランツ・シユウベルト』グロウヴ 辻荘一訳 岩波文庫 1935
- 『ニューグローヴ世界音楽大事典』第1-21巻別巻２ Stanley Sadie [ほか編] 柴田南雄,遠山一行総監修 講談社 1993-95